# Logos Live
Logos Live is een livealbum van Tangerine Dream. Het album is opgenomen tijdens het concert dat TD gaf op 6 november 1982 in het Dominion Theatre in Londen. Logos is opgebouwd als een rapsodie, relatief korte stukjes muziek, die tot een geheel zijn gesmeed, de opbouw is daarmee gelijk aan bijvoorbeeld die van Tangram. Naar gebruik van de band bevatte de liveopnamen alleen nieuwe muziek, muziek van de voorgaande albums is niet terug te vinden.
Het totale concert van circa 2 uur is terug te vinden in de Tangerine Tree-serie, waarin ook een opname van het concert van 31 oktober 1982 in de Fairfield Hall te Croydon.  

## Musici
- Edgar Froese, Christopher Franke, Johannes Schmoelling – toetsinstrumenten en elektronica

## Muziek
Bijna alle uitgaven vermelden alleen Logos part one en Logos part two, doch delen uit Logos verschenen met subtitel op andere uitgaven, zodat een volgende reconstructie mogelijk was:
1. "Logos, Part One" – 25:41
  1. "Logos Intro" – 4:32
  2. "Logos Cyan" – 2:29
  3. "Logos Velvet" – 4:49
  4. "Logos Red" – 8:26
  5. "Logos Blue" – 5:14
2. "Logos, Part Two" – 19:28
  1. "Logos Black" – 4:36
  2. "Logos Green" – 5:05
  3. "Logos Yellow" – 7:05
  4. "Logos Coda" – 2:33
3. "Dominion" – 5:45

Het album bleef achter in de verkopen ten opzichte van de voorgaande albums, Logos Live haalde de Britse albumlijst niet. 